# M4號潛艇
M4號潛艇（英文： HMS M4），所屬英國，是皇家海軍在一戰末期建造的4艘M級潛艇之一，且她為該級的4號艦。

## 性能配置
因為偷襲戰術的成功，海軍部認為「當潛艇在水面上時，就要以火力將其擊敗」，便催生出M級的構思。用途類似巡洋潛艇。作為其構思的艦船，配備當然要符合海軍部的期待，於是在艦艏裝備一門阿姆斯特朗305毫米/40艦炮Mark IX，並成為其特色。

## 胎死腹中
她於 1916 年在阿姆斯特朗-惠特沃斯的泰恩河畔新堡造船廠安放龍骨。1919年7月下水。由於旗艦主炮的使用頻率太低，她的完工日變得遙遙無期，最後於1921年11月30日以「未完成品」之名售出，隨後拆除，成為本級唯一未完成艦。

## 註解
1. ↑  以「未完成品」之名

## 資料來源
1. ↑  Brown 2003，第131頁.